# Wilhelm H. Roscher
Wilhelm Heinrich Roscher (Gottinga, 12 febbraio 1845 – Dresda, 7 marzo 1923) è stato un filologo classico tedesco.

## Biografia
Wilhelm H. Roscher era figlio dell'economista della vecchia scuola storica tedesca Wilhelm G.F. Roscher. Roscher nacque a Gottinga nel 1845, il 12 febbraio, e tre anni più tardi la sua famiglia si trasferì a Lipsia. Qui frequentò il Nikolai Gymnasium e la scuola di St. Afra presso Meißen, passò poi agli studi classici per tre semestri a Gottinga e, nel 1869, ritornato a Lipsia, conseguì il suo dottorato.
Tra i suoi amici all'università di Lipsia c'erano Friedrich Nietzsche e Erwin Rohde. Con essi Roscher fondò il Club di Filologia. Roscher e Rohde viaggiarono insieme in Italia, e Roscher visitò la Grecia e l'Asia Minore nel 1873-74. Nel 1876 sposò Eveline Koller, una svizzera originaria di Herisau. Ebbero tre bambini.
La sua carriera pubblica fu esclusivamente quella di insegnante. Insegnò i classici nella sua vecchia scuola di St. Afra per undici anni, quindi fino ai sessant'anni (1905) insegnò al Gymnasium a Wurzen. Roscher visse altri diciotto anni dopo essere andato in pensione, e morì all'età di settantotto anni a Dresda il 7 marzo 1923.
Un prezioso affresco della vita di Wilhelm H. Roscher è offerto dallo psicoanalista James Hillman nel libro Saggio su Pan.

## IlLexikon
Roscher dedicò la maggior parte della sua vita di studioso ad una enciclopedia, il titolo della quale in italiano suonerebbe Lessico generale della mitologia greca e romana (Ausfuhrliches Lexikon der griechischen und römischen Mythologie). La pubblicazione ebbe inizio nel 1884, ed era stata completata sotto la direzione di Roscher fino alla lettera 'T' quando egli morì. Il Lexikon non si limita ad esaminare l'intero corpus degli autori classici, ma passa in rassegna la letteratura posteriore, istituisce confronti, offre commenti, ed è inoltre riccamente illustrato. Gran parte delle ricerche precedenti di Roscher e quelle da lui compiute contemporaneamente alla compilazione del Lexikon sono state in seguito inserite nell'edizione definitiva del Lexikon.

## Pubblicazioni
- Apollon und Mars (1873)
- Juno und Era (1875)
- Hermes der Windgott (1878)
- Nektar und Ambrosia (1878)
- Die Gorgone und Verwandtes (1879)
- Ausführliches Lexikon der griechischen und römischen Mythologie (1884)
- Selene und Verwandtes (1890)